# Alberto Dell'Acqua
Alberto Dell'Acqua, también conocido como Robert Widmark (Campobasso, 14 de mayo de 1938), es un actor italiano. Es hermano de Arnaldo Dell'Acqua, Ottaviano Dell'Acqua y Roberto Dell'Acqua, también actores del cine italiano. 
Realizó su primera aparición cinematográfica en 1955 en La rossa, una película de Luigi Capuano. Trabajó junto a Lucio Fulci en la película Zombi 2.

## Filmografía
- La rossa de Luigi Capuano (1955)
- I giganti di Roma de Antonio Margheriti (1964)
- Texas addio de Ferdinando Baldi (1966)
- 7 pistole per i MacGregor de Franco Giraldi (1966)
- I lunghi giorni dell'odio de Gianfranco Baldanello (1967)
- Killer calibro 32 de Alfonso Brescia (1967)
- 7 donne per i MacGregor de Franco Giraldi (1967)
- Wanted de Giorgio Ferroni (1967)
- Il suo nome gridava vendetta de Mario Caiano (1968)
- Joko invoca Dio... e muori de Antonio Margheriti (1968)
- Un minuto per pregare, un instante per morire de Franco Giraldi] (1968)
- L'uomo, l'orgoglio, la vendetta de Luigi Bazzoni (1968)
- Ammazzali tutti e torna solo de Enzo G. Castellari (1968)
- ...e per tetto un cielo di stelle, de Giulio Petroni (1968)
- Il suo nome gridava vendetta, de Mario Caiano (1968)
- La collina degli stivali de Giuseppe Colizzi] (1969)
- I vendicatori dell'Ave Maria de Bitto Albertini (1970)
- Lo chiamavano Trinità de Enzo Barboni (1970)
- È tornato Sabata... hai chiuso un'altra volta! de Gianfranco Parolini (1971)
- Padella calibro 38 de Antonio Secchi (1972)
- Trinità e Sartana figli di... de Mario Siciliano (1972)
- Alleluja e Sartana figli di... Dio de Mario Siciliano (1972)
- Le Amazzoni - Donne d'amore e di guerra de Alfonso Brescia (1973)
- Il figlio di Zorro de Gianfranco Baldanello (1973)
- Che matti... ragazzi! (Dschungelmädchen für zwei Halunken) de Ernst Hofbauer y Fernando Orozco (1974)
- Che stangata ragazzi (Zwei Teufelskerle auf dem Weg ins Kloster) de Ernst Hofbauer (1975)
- Bob il baro de Atif Yilmaz (1976)
- Che carambole... ragazzi!!! de Natuk Baytan y Ernst Hofbauer (1976)
- Babanin evlatlari de Natuk Baytan (1977)
- Mettetemi in galera... ma subito de Ernst Hofbauer e Natuk Baytan (1977)
- California de Michele Lupo (1977)
- Quel pomeriggio maledetto de Mario Siciliano (1977)
- Il braccio violento della Mala (Dinero maldito) de José Fernández Pacheco y Sergio Garrone (1978)
- Zombi 2 de Lucio Fulci (1979)
- Endgame - Bronx lotta finale de Joe D'Amato (1983)
- After Death (Oltre la morte) de Claudio Fragasso (1988)
- Miami Cops de Alfonso Brescia (1989)
- Buck ai confini del cielo de Tonino Ricci (1991)
- Poliziotti de Giulio Base (1994)
- Il figlio di Sandokan de Sergio Sollima (miniserie) (1998)
- Nella terra di nessuno de Gianfranco Giani (2001)

## Premio
- Medaglia ai benemeriti della cultura e dell'arte: Es un reconocimiento de Italia otorgado por decreto del presidente y el ministro de actividades de patrimonio y culturales, en el cual se lleva una moneda de oro o plata a las personas distinguidas por el arte y la cultura.